# 前田真宏 (アニメ監督)
前田 真宏（まえだ まひろ、 1963年3月14日 - ）は、日本のアニメーター、デザイナー、アニメ監督、漫画家。福岡県北九州市生まれ、鳥取県米子市出身。カラー作画部所属。左利き。
代表作は『巌窟王』、『ヱヴァンゲリヲン新劇場版:Q』、『シン・エヴァンゲリオン劇場版』、『ANIMATRIX The Second Renaissance Part I & Part II』など。

## 来歴
鳥取県立米子東高等学校、東京造形大学造形学部卒業。大学では漫画研究会に所属し、漫画を描いていた。大学在学中から、スタジオジブリやガイナックスでアニメーターとして働き始める。
1982年、大学在学中に漫画研究会の先輩だった貞本義行とともに参加して原画を担当したテレビアニメ『超時空要塞マクロス』が放送され、プロのアニメーターとしてデビューした。アルバイトでの参加だったにもかかわらずいきなりレイアウト修正を任され、アニメ業界でのキャリアが始まった。
1983年に大阪で開催された第23回日本SF大会（DAICON IV）のオープニングアニメの制作に、同郷の赤井孝美の誘いで貞本とともに参加した。
1984年公開の映画『風の谷のナウシカ』の制作にDAICON FILMで知り合った庵野秀明らを誘って参加。その後、庵野らの立ち上げたアニメ制作会社ガイナックスに加わり、1985年頃から本格的にアニメーターとして働くようになる。ガイナックスでは映画『王立宇宙軍 オネアミスの翼』、OVA『トップをねらえ!』、テレビアニメ『ふしぎの海のナディア』などで原画、設定、演出を担当。1988年には布袋寅泰のシングル曲「DANCING WITH THE MOONLIGHT」のミュージック・ビデオのアニメ監督を務める。しかし、ガイナックスでずっと庵野と一緒にテイストが同じ作品を作り続けることには問題があると判断し、一旦離れてフリーランスとなる。
1992年、同時期にガイナックスを辞めていた樋口真嗣、同郷の山口宏らと共にアニメ制作会社ゴンゾを設立した。それまでそれぞれ別個に活動していたが、個人の力ではやれることに限りがあると悟り、仕事の幅を広げるために集まることにした。1998年にOVA『青の6号』でシリーズ作品としては初のアニメ監督を担当。ゴンゾではほかにもテレビアニメ『FF：U 〜ファイナルファンタジー:アンリミテッド〜』総監督や『巌窟王』の監督を務めた。
2012年、庵野の立ち上げたアニメ制作会社カラーに入社。アニメ映画『ヱヴァンゲリヲン新劇場版』の第3作と第4作において庵野総監督の下、監督、脚本協力、コンセプトアートディレクター、デザインワークスなどを担当する。また庵野監督の実写映画『シン・ゴジラ』『シン・ウルトラマン』『シン・仮面ライダー』などでデザインやイメージビジュアルなどを担当した。
2015年公開の映画『マッドマックス 怒りのデス・ロード』ではコンセプトアートとデザインを担当し、2024年公開の映画『マッドマックス:フュリオサ』では“ADDITIONAL STORY CONTRIBUTORS”（追加のストーリー貢献者）とクレジットされた。

## 人物
1980年代前半の大学在学中からテレビアニメ『超時空要塞マクロス』、自主制作アニメ『DAICON IV OPENING ANIMATION』、映画『風の谷のナウシカ』『王立宇宙軍 オネアミスの翼』などの作品に参加し、凄腕アニメーターとして名を馳せた。またアニメーターとしてだけでなく、アニメ監督やデザイナーなど、多分野で幅広く活動している。
関わる仕事はアニメーションにとどまらず、実写作品でのデザイン、美術、衣装にまで及んでいる。
庵野秀明やカラーの実写映画やアニメ作品ではデザインワークスや美術、コンテを数多く担当している。
前田の才能は世界的にも高く評価されており、海外作品にも複数参加している。クエンティン・タランティーノの映画『KILL BILL』ではアニメーターとしてアニメパートで原画を描き、映画『マトリックス』のアニメ版『アニマトリックス』では監督を務めた。『アニマトリックス』は全世界で100万本のセールスを達成し、前田のアニメーション監督としての名を高めた。映画『マッドマックス』シリーズでは、監督のジョージ・ミラーからのオファーを受けてシナリオやデザインで協力している。もともとはアニメ版の企画に参加していたが、それが中断したため実写の方に参加することになった。
自身については「オタクの第一世代」と定義している。絵を入口に『海のトリトン』や『宇宙戦艦ヤマト』などの作品を好きになったという。自分の進路を考えるようになった中学生の頃にちょうどアニメブームが起き、もともと絵を描くのは好きだったこともあって、ぜひアニメを仕事にしようと決意した。
本格的にアニメにはまったきっかけは宮崎駿が監督した『未来少年コナン』。宮崎と一緒に仕事をしたいという一念で、当時彼が仕事をしていたテレコム・アニメーションフィルムの入社試験を受けたり、宮崎が自身の漫画『風の谷のナウシカ』を映画化するという話を聞きつけると制作現場に雇って欲しいと押しかけたりしていた。その努力が実り、『ナウシカ』ではスタッフとして採用された。
東京造形大学在学中の一時期、芸能山城組でアルバイトメンバーとして踊りなどを担当していた。

## エピソード
風の谷のナウシカ
大学生の時、アニメファンになったきっかけの宮崎駿が映画を制作するという話を聞き、『超時空要塞マクロス』の演出だった高山文彦を通じて制作会社のトップクラフトに参加を打診した。駄目で元々のつもりだったが宮崎に即答で「来い」と言われ、当時一緒に自主制作アニメ（DAICON FILM）を作っていた庵野秀明たちを誘って参加した。スタジオジブリの前身であるトップクラフトは、1フロアにアニメーション制作のための各セクションが揃っていたので、「勉強させてもらった」という。その後、宮崎の個人事務所「二馬力」に遊びに行くようになり、そこで「新作をやるならぜひ参加させて欲しい」と頼んでいたところ、新しく設立されたスタジオジブリの映画『天空の城ラピュタ』の制作に参加できることになった。しかし、そのせいで先に参加していたガイナックスの『王立宇宙軍 オネアミスの翼』の原画を休まざるを得なかった。
エヴァンゲリオンシリーズ
最初のテレビアニメ『新世紀エヴァンゲリオン』では一部デザインを担当しただけだったが、リブート映画『ヱヴァンゲリヲン新劇場版』シリーズでは第3作『ヱヴァンゲリヲン新劇場版:Q』と第4作『シン・エヴァンゲリオン劇場版』で庵野秀明総監督の下、監督を務めている。
また『ヱヴァンゲリヲン新劇場版』シリーズでは、漫画「EVANGELION:3.0 （-120min.)」も描いている。『ヱヴァンゲリヲン新劇場版：Q』の前日譚で、『シン・エヴァンゲリオン劇場版』公開時に全国の劇場で配布された冊子「EVA-EXTRA-EXTRA」に収録された。鶴巻和哉が書いたシナリオをもとに前田がコマ割りとレイアウトを作成し、作画はキャラクターを松原秀典が、背景を前田が担当した。
∀ガンダム
∀ガンダムではモビルスーツ「マヒロー」をデザインした。名前は監督の富野由悠季が前田の名前「まひろ」をもじって名付けた。デザインは初代ガンダムに登場したザクのテイストを感じさせるよう意識したという。作品のメインデザイナーのシド・ミードはマヒローのデザインにインスパイアされてモビルスーツ「ウォドム」をデザインした。
青の6号
OVA『青の6号』は、1998年のアニメ監督デビュー作。ゴンゾの出世作で、デジタルアニメとセルアニメを組み合わせた斬新な映像スタイルは業界内外で高い評価を得た。制作のきっかけは、当時隆盛したゲーム機PlayStationの映像制作にかかわり、CG技術を用いるなかで、ノウハウを持つセルアニメの技術とデジタルムービーを組み合わせれば長編作品も作れるのではないかと考えたこと。フルCGではなく手描きとのハイブリッドで制作したのは、CGは得意とするメカ部分を描き、CGが苦手とするものは手描きで作画すれば作品が作れるのではないかと考えたため。潜水艦モノなので海中はフル3DCGで描き、閉鎖空間である潜水艦内はキャラクターを動き回らせる必要がないのでイラスト的なデザインを使えばバランスが取れるのではないかと考えたという。
巌窟王
テレビアニメ『巌窟王』は、2004年の監督作品。もともとは学生時代からずっとやりたかったアルフレッド・ベスターのSF小説『虎よ、虎よ!』の映像化企画だったが、権利関係で許可が下りなかった。そこで、その翻案元である古典小説『モンテ・クリスト伯』をSF仕立てにすることを提案したところ、制作が決まった。物語（ストーリー）を見どころにするため、連続ドラマとしての面白さを追求することを考えてシナリオを書いたり演出したりした。映像的なチャレンジとしては、“手作り感”を出すことを目指し、フラットなグラフィックの中で個人作家が作る様な切り絵アニメーション的なものを意図して制作した。絵としての面白さを追求し物語を盛り上げるため、本来3DCG的にはNGということもやっている。例えば当時の技術ではCG部分のポリゴン臭さは否定しようがないので開き直り、逆にポリゴンの格好良さを見せようとした。
漫画版は前田自身がテレビアニメを漫画化したもので、両者は相互に補完しあっている。漫画家の仕事としては、『遠い海から来たCoo』以来のまとまった作品である。
マッドマックスシリーズ
最初は実写映画『マッドマックス 怒りのデス・ロード』の前日譚のアニメーション映画として製作が予定されていた『マッドマックス:フュリオサ』のプロジェクトに参加していた。シリーズの監督を務めるジョージ・ミラーからアニメ監督のオファーを受け、『怒りのデス・ロード』の制作と並行してアニメ版『フュリオサ』の企画、シナリオ、デザインを開発していた。しかしそれが実現に至らなかったため、ミラーの要望で『怒りのデス・ロード』の企画に協力することになった。そして前田が開発に参加したキャラクターデザインや脚本や設定などは『怒りのデス・ロード』だけでなく実写版『フュリオサ』にも引き継がれた。
ジョージ・ミラーと彼の多くの作品で製作を担当しているダグ・ミッチェルが当初思い描いていたのは、実写映画とゲームとアニメの3本柱の企画だった。「前日譚としてマックスとフュリオサの過去をそれぞれ別のフォーマット（アニメとゲーム）で製作し、それが映画『怒りのデス・ロード』で合流する。できる事なら公開は映画と同時に」という構想だった。ミラーたちは1990年代の終わり頃から準備を始めており、『フュリオサ』がまだプロット段階だった頃には『怒りのデス・ロード』の方はすでにストーリーボードができていて、『フュリオサ』のキャラクターやイメージボードも2000年頃から作りためたものがあった。前田の記憶によれば、彼が参加したのは2008年のリーマン・ショックの直後だったという。当時、ミラーは『マッドマックス』のアニメ版をつくるパートナーを探していて、前田に白羽の矢が立った。その時点で『怒りのデスロード』の方は、基本的に完成した映像とほぼ同じスクリプトもストーリーボードもすでに出来上がっていた。それに対してアニメ版はどうするかということで、前田の方からアイデアをどんどん出していった。ミラーは日本のアニメに登場する「強いヒロイン像」を望んでおり、『フュリオサ』もアニメ映画として作りたい、という事だったので、前田はそれを前提にストーリーライン、キャラクター像、ストーリーボードなどの企画開発を進めていった。映画、アニメ、ゲームの枠を取っ払った総合的な打ち合わせが何回もあり、実写の美術担当のコリン・ギブソンや衣装のジェニー・ビーヴァンとも打ち合わせをした。アニメのスタッフとしては前田がディレクターを務め、実写映画からゲーム版やコミック版まですべての脚本を手掛けているニコ・ラソウリスがシナリオライティングの専門家として彼を補佐した。前田、ラソウリスを含む3人のシナリオチーム、ミラーが話し合いを重ね、状況によって美術班やプロデューサーのダグ・ミッチェルなど様々な人が出入りしてディスカッションするという制作体制だった。スクリプトは完成し、イメージボードや絵コンテにも着手して3Dアニメ化のための実験までしていたが、最終的に配給のワーナー・ブラザースからのOKが出なかった。前田たちは独立した劇場作品としてアメリカの映画館で上映されることを望み、ミラーやダグ・ミッチェルも後押ししてくれたが、ワーナーからは「そんなマーケットはない。ウチではなくワーナー・ホーム・ビデオに行ってくれ」と門前払いされた。スクリプト自体は気に入ってもらえ、実写映画として製作することを勧められたが、前田たちはアニメで製作することを望み、またアニメ作品だからと子供におもねる内容にすることも考えなかったので、プロジェクトはそこでいったんストップしてしまった。前田はミラーにそれまでに制作していたコンセプトアートやデザインのアイデア、イメージボード、ストーリーボードなどは何でも使ってくれていいと言って『怒りのデス・ロード』公開前にプロジェクトを離れた。その後、2024年に実写映画化された『フュリオサ』のプレミア上映に招かれた前田はクレジットに自分の名前が載っているのを見つけ、何も知らされていなかったので驚いたという。

## 主な参加作品

### テレビアニメ
1982年
- 超時空要塞マクロス（レイアウト・原画）

1990年
- ふしぎの海のナディア（原画・絵コンテ・演出・メカデザイン・レイアウト）

1992年
- まんが日本昔ばなし 第848話「子を呼ぶフア鳥」（演出・作画）

1995年
- 新世紀エヴァンゲリオン（第六、第七使徒デザイン）

1996年
- 天空のエスカフローネ（デザイン協力）
- イーハトーブ幻想〜KENjIの春（ペンシルアニメーション）

1999年
- ∀ガンダム（メカデザイン協力）

2000年
- ゲートキーパーズ（超科学デザイン）
- ヴァンドレッド（メカニックスーパーバイザー）

2001年
- ヴァンドレッド the second stage（メカニックスーパーバイザー）
- HELLSING（プロモーション映像絵コンテ）
- FF：U 〜ファイナルファンタジー:アンリミテッド〜（総監督・キャラクターデザイン・美術設定・モンスターデザイン・絵コンテ）

2002年
- フルメタル・パニック!（原画）

2003年
- LAST EXILE（プロダクションデザイン）

2004年
- 巌窟王（監督・企画原案・キャラクター原案・絵コンテ）
- サムライチャンプルー（2004年 - 2005年、得物デザイン）

2007年
- おんみつ☆姫 （NHKアニ＊クリ15内）（原案・監督 ・絵コンテ・美術・原画）

2011年
- へうげもの（絵コンテ）

2012年
- 妖狐×僕SS（OP絵コンテ）

2017年
- 神撃のバハムート VIRGIN SOUL（絵コンテ）

2018年
- SSSS.GRIDMAN（怪獣デザイン）

2024年
- 怪獣8号（2024年 - 2025年、怪獣デザイン）

2025年
- 機動戦士Gundam GQuuuuuuX（デザインワークス・画コンテ・ディティールワークス・原画）

### テレビドラマ
1993年
- ウルトラマンパワード（モンスターデザイン・メカデザイン）

2013年
- 安堂ロイド〜A.I. knows LOVE?〜（コンセプト・設定協力）

### アニメ映画
1983年
- DAICON IV OPENING ANIMATION（自主制作作品）（原画・動画）

1984年
- 風の谷のナウシカ（原画・動画）

1986年
- 天空の城ラピュタ（原画）

1987年
- 王立宇宙軍 オネアミスの翼（原画・絵コンテ・レイアウト・デザイン）
- 紫式部 源氏物語（原画）

1991年
- おもひでぽろぽろ（原画）
- 月光のピアス ユメミと銀のバラ騎士団（原画）

1992年
- 紅の豚（原画）

1997年
- 新世紀エヴァンゲリオン劇場版 Air/まごころを、君に（原画）

2003年
- アニマトリックス セカンド・ルネッサンス パート1・パート2（監督・キャラクターデザイン・作画監督）

2006年
- 銀色の髪のアギト（絵コンテ・メカニックデザイン）
- ブレイブ・ストーリー（絵コンテ・演出）

2009年
- ヱヴァンゲリヲン新劇場版:破（イメージボード・原画）

2008年
- Genius Party Beyond「GALA」（監督・絵コンテ・キャラクターデザイン・原画・作画監督）

2010年
- サイボーグ009（短編3Dアニメ）（ジェット変形デザイン）

2012年
- ヱヴァンゲリヲン新劇場版:Q（監督・絵コンテ・イメージボード・脚本協力・デザインワークス・原画）

2021年
- シン・エヴァンゲリオン劇場版（監督、コンセプトアートディレクター・画コンテ・美術設定・原画）

### 実写映画
1995年
- ガメラ 大怪獣空中決戦（怪獣デザイン）

1996年
- ガメラ2 レギオン襲来（共同・怪獣デザイン）

1999年
- ガメラ3 邪神覚醒（共同・怪獣デザイン、ビジュアルエフェクト画面設計）

2004年
- KILL BILL（アニメーションパート原画）

2012年
- 巨神兵東京に現わる（短編映画）（巨神兵造型イメージデザイン）

2015年
- マッドマックス 怒りのデス・ロード（デザイナー）

2016年
- シン・ゴジラ（ゴジライメージデザイン・イメージボード・画コンテ）

2022年
- シン・ウルトラマン（デザイン）

2023年
- シン・仮面ライダー（デザイン、仮面ライダー・仮面ライダー第2号イメージビジュアル）

2024年
- マッドマックス:フュリオサ（additional story contributor）

### OVA
1987年
- ロボットカーニバル「明治からくり文明奇譚〜紅毛人襲来之巻〜」（メカデザイン）

1988年
- トップをねらえ!（原画・エンディングイラスト・設定）

1990年
- CAROL（原案：TM NETWORK）（原画）

1991年
- 帝都物語（原画・絵コンテ・メカデザイン）

1993年
- 超時空世紀オーガス02（設定協力）
- ジャイアントロボ THE ANIMATION -地球が静止する日（Episode：2）（原画）

1995年
- YAMATO2520（絵コンテ・作画監督・レイアウト作画監督）

1996年
- 魔法使いTai!（メカデザイン）

1998年
- 青の6号（監督・絵コンテ・デザイン・原画）

2002年
- ゲートキーパーズ21（絵コンテ・インベーダーデザイン）

2023年
- EVANGELION:3.0（-46h）（画コンテ案・イメージボード・メカニックデザイン・原画）

### Webアニメ
2014年
- 日本アニメ（ーター）見本市「西荻窪駅徒歩20分2LDK敷礼2ヶ月ペット不可」（監督・絵コンテ・演出・原画）

2015年
- 日本アニメ（ーター）見本市「Kanón」（監督・脚本・絵コンテ・キャラクターデザイン・原画）
- 日本アニメ（ーター）見本市「ハンマーヘッド」（アニメーション監督・絵コンテ・キャラクターデザイン）
- 日本アニメ（ーター）見本市「神速のRouge」（原案･イメージボード・甲冑デザイン）

2016年
- 株式会社カラー創業10年記念作品「よいこのれきしアニメ おおきなカブ（株）」（作画）

2022年
- Adam by Eve: A Live in Animation（コンセプトアート・イメージボード・デザインワークス・原画）

### パイロットフィルム
1991年
- R20 銀河空港（監督）

### ミュージック・ビデオ
1987年
- BOØWY「Marionette」（キャラクター・作画監督）

1989年
- 布袋寅泰「GUITARHYTHM」（監督・絵コンテ・レイアウト・原画）

### ゲーム
1997年
- 新世紀エヴァンゲリオン 2nd Impression（セガサターン用ゲームソフト）（ゲスト使徒デザイン）

2004年
- どろろ（PlayStation 2用ゲームソフト）（魔人・妖怪デザイン、オープニング絵コンテ）

2012年
- 解放少女（ニンテンドー3DS用ゲームソフト）（戦艦デザイン）
- SINE MORA（Xbox Live Arcade用ゲームソフト）（ボスデザイン）

2013年
- 解放少女 SIN（戦艦デザイン）

### イラストなど
1990年
TM NETWORK『CAROL 〜A DAY IN A GIRL'S LIFE 1991〜』（アルバムジャケットのビジュアルディレクション）
2024年
COMPLEXライブ『日本一心』オフィシャルグッズ（アクリルスタンドのイラストレーション4点）

## 漫画作品
- 遠い海から来たCOO（原作：景山民夫）上下巻（1993〜1994年、ニュータイプ100%コミックス）[注 11]
- 脳ミソだだもれ劇場（1998年 エースネクスト連載）
- Hele mai la（1999年、FLAT掲載）
- 巌窟王（脚本：有原由良）全3巻（2005年、アフタヌーンKC）
- EVANGELION:3.0（-120min.）（脚本：鶴巻和哉、作画は松原秀典と合作）（2021年、『シン・エヴァンゲリオン劇場版』ラストラン入場特典冊子『EVA-EXTRA-EXTRA』所収。読切作品）[37]

## 出演

### ドキュメンタリー
- BS1スペシャル「さようなら全てのエヴァンゲリオン〜庵野秀明の1214日〜」（2021年4月29日、NHK BSP）[38]